# Cartier Martin
Cartier Alexander Martin (Crockett, 20 novembre 1984) è un ex cestista statunitense, professionista nella NBA, in Europa e in Asia.

## Palmarès
- All-NBDL Third Team (2009)
- All-NBDL First Team (2010)